# Live on the Black Hand Side
Live on the Black Hand Side to dwupłytowy album koncertowy amerykańskiego zespołu Danzig. Został wydany 3 września 2001 roku.

## Lista utworów

### Płyta 1
1. "Godless" – 5:57
2. "Left Hand Black" – 4:11
3. "How The Gods Kill" – 6:14
4. "Dirty Black Summer" – 3:55
5. "Pain In The World" – 5:27
6. "Evil Thing" – 3:16
7. "Halloween II" – 3:21
8. "Not Of This World" – 4:31
9. "Killer Wolf" – 3:48
10. "Little Whip" – 5:11
11. "Going Down To Die" – 4:30
12. "Bringer of Death" – 6:42
13. "Stalker Song" – 5:36
14. "Long Way Back From Hell" – 4:44

### Płyta 2
1. "Satan’s Child" – 2:45
2. "7th House" – 3:44
3. "Five Finger Crawl" – 3:25
4. "Unspeakable" – 3:39
5. "Lilin" – 5:37
6. "Her Black Wings" – 4:49
7. "It's Coming Down" – 3:23
8. "Do You Wear The Mark" – 4:43
9. "Until You Call On The Dark" – 3:42
10. "Deep" – 4:00
11. "Belly of The Beast" – 4:09
12. "She Rides" – 5:31
13. "Twist of Cain" – 4:02
14. "Mother" – 3:58

## Twórcy
- Glenn Danzig – śpiew
- Joey Castillo – perkusja
- Howie Pyro – gitara basowa
- Todd Youth – gitara
- Chuck Biscuits – perkusja
- John Christ – gitara
- Eerie Von – gitara basowa